# Feketić

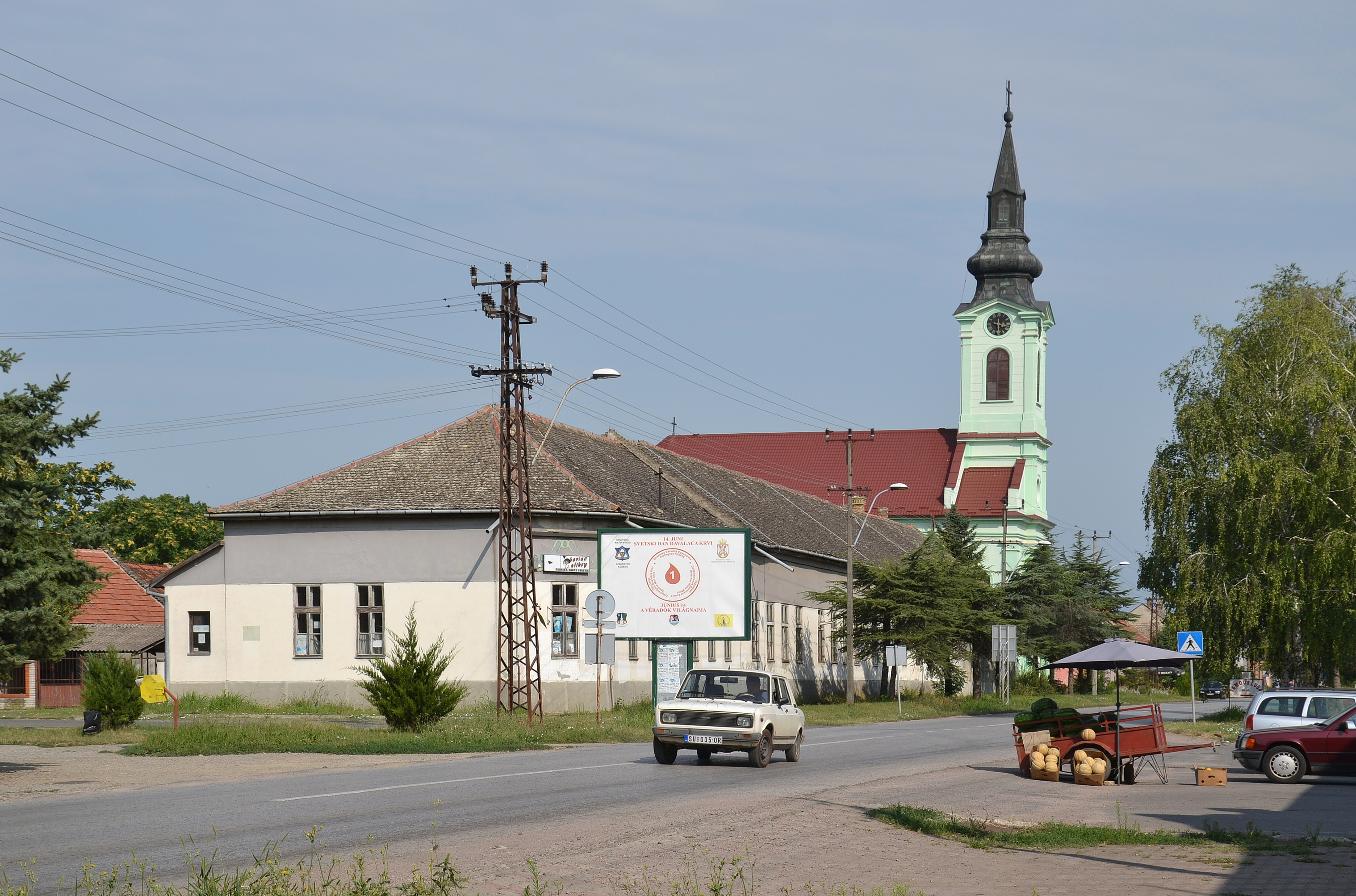
Luteránský kostel a hlavní cesta ve Feketići

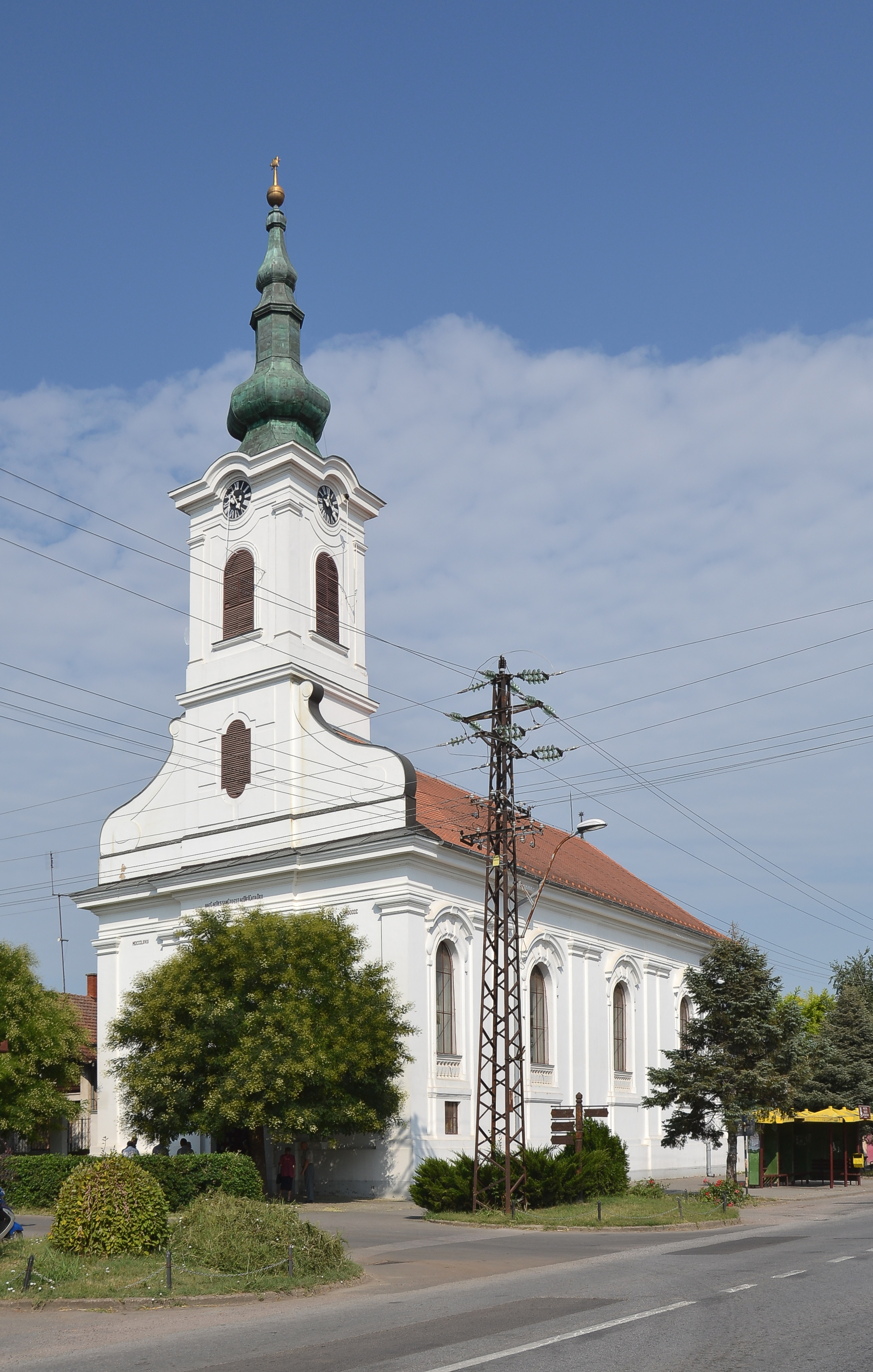
Kalvinistický kostel

Feketić (v srbské cyrilici Фекетић, maďarsky Bácsfeketehegy) je vesnice v severním Srbsku, v autonomní oblasti Vojvodina, na území opštiny Mali Iđoš. V roce 2011 v ní žilo 3980 obyvatel.

## Historie
Feketić byl historicky připomínán poprvé v roce 1465 pod názvem Feketeegyház (Černý kostel), jako majetek šlechtické rodiny Mároty, který později král Matyáš Korvín daroval Miloši Belmoševići. Z roku 1580 pochází druhá zmínka o vesnici, tentokrát pod názvem Feketehegy (Černý kopec). Podobný název (Bácsfeketehegy, Báčský černý kopec) se užíval až do první světové války. Název Feketić v současné podobě vznikl v dobách četných válek mezi Uherskem a Turky a poprvé byl zapsán roku 1652. Původně maďarská vesnice s částí srbského obyvatelstva[zdroj?] byla nicméně po tureckých vpádech vylidněna.
Poté, co se Turci stáhli po Bitvě u Zenty za řeky Sávu a Dunaj, byl Feketić znovu osídlen a stal se součástí Vojenské hranice, která byla později známá také pod názvem Krajina. V souvislosti s kolonizací dolních Uher za vlády Marie Terezie přišly do Feketiće také Němci, kteří v roce 1818 již představovali třetinu obyvatele vesnice. Zvýšil se rovněž i počet Maďarů, kteří bydleli ve Feketići, a to o kolonisty z oblasti Kunhegyes a Tiszabura. Maďaři po svém příchodu nechali vybudovat reformační kostel.
Během revolučních let 1848/1849 utekli feketićtí Maďaři z vesnice, v obavách z násilných odplat Srbů, ale vrátili se po několika měsících a opravili poničené domy ve městě.
Po první světové válce byla místní škola oddělena od církevní správy a za oficiální vzdělávací jazyk v ní byla zavedena srbochorvatština. Dostěhovali se sem také noví obyvatelé, a to Srbové z nerozvinutých oblastí dnešního Chorvatska; z Liky, Dalmácie a jižní Hercegoviny.
Po vypuknutí druhé světové války byla vesnice připojena zpět k Maďarsku. Dosídleny sem byly maďarské rodiny z území Bukoviny, kterou v roce 1944 obsadila Rudá armáda při tažení proti nacistům Evropou. Po skončení druhé světové války byli z Feketiće vyhnáni Němci a na jejich místa přišli kolonisté z Černé Hory, Bosny a Hercegoviny a Kosova. Nejvíce lidí přišlo z Černé Hory, z oblastí Boky Kotorské.
Vzhledem k tomu, že je Feketić stranou hlavních dopravních tahů a zachoval si svůj venkovský charakter, nedocházelo po druhé světové válce k rozvoji vsi a její počet obyvatel tak od skončení konfliktu neustále klesá.

## Obyvatelstvo
Ve Feketići je většina obyvatel maďarské národnosti (61,62 %). Kromě toho zde žijí i Srbové (16,74 %) a Černohorci (15,72 %).
- 1961: 5387
- 1971: 4818
- 1981: 4688
- 1991: 4542
- 2002: 4308
- 2011: 3980

## Doprava
Feketić se nachází na nesplavné říčce Krivaja, v rovinné krajině Panonské nížiny v nadmořské výšce 96 metrů. Z vesnice vedou okresní cesty do Nového Sadu, Subotice (stará silnice z Bělehradu do Budapešti), a dále do vesnice Lovćenac (0,3 km) a měst Srbobran (12 km) a Vrbas (12 km). Nejbližší železniční stanice se nachází v Lovćenaci.